# Wolfgang Schneiderhan (violinist)
Wolfgang Eduard Schneiderhan, född 28 maj 1915, död 18 maj 2002, var en österrikisk violinist.

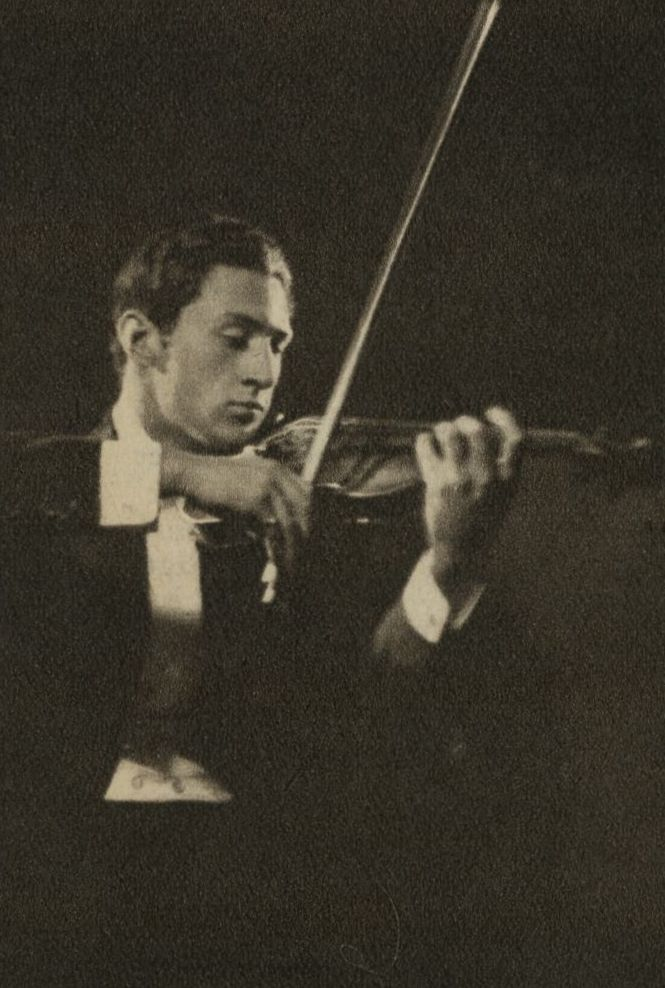

## Biografi
Schneiderhan föddes i Wien. Efter kortare studier för Otakar Ševčík i Pisek, studerade han för Julius Winkler i Wien. Vid 10 års ålder framförde han offentligt Bachs Chaconne i d-moll. Året därefter debuterade han i Köpenhamn med Mendelsohns violinkonsert i e-moll. Han bodde i England under en period från 1929, där han uppträdde på konserter med artister som Maria Jeritza, Fjodor Sjaljapin, Jan Kiepura och Paul Robeson.
Han återvände till Wien för att bli förste konsertmästare i Wiens symfoniorkester mellan 1933 och 1937 och från 1937 till 1952 var han ledare för Wiens filharmoniska orkester. Han fortsatte också sin karriär som solist vid konserter och inspelningar.
Schneiderhan var gift med sopranen Irmgard Seefried från 1948 till hennes död 1988. De hade tre döttrar tillsammans, varav en var skådespelerskan Mona Seefried (född 1957). Han dog i sin födelsestad Wien 2002, 86 år gammal. Hans brorson, också med namnet Wolfgang Schneiderhan, var generalinspektör i Bundeswehr från 2002 till 2009.